# Lypesthes vittatus
Lypesthes vittatus es una especie de insecto coleóptero de la familia Chrysomelidae.
Fue descrita científicamente en 1997 por Zhou & Tan.